# اچ‌ام‌سی‌اس ساسکاتون (کی۱۵۸)
اچ‌ام‌سی‌اس ساسکاتون (کی۱۵۸) (به انگلیسی: HMCS Saskatoon (K158)) یک کشتی بود که طول آن ۲۰۵ فوت (۶۲٫۴۸ متر) بود. این کشتی در سال ۱۹۴۱ ساخته شد.